# Plage de Punta Penna
La  Plage de Punta Penna est une plage des Abruzzes en Italie, située entre Vasto et Casalbordino, dans la province de Chieti . 
Elle est restée gratuite et sans aucun type d'équipement, et est incluse dans la Réserve naturelle de Punta Aderci. 
D'un point de vue environnemental, c'est un tronçon de la côte sablonneuse des Abruzzes resté dans son état naturel, avec les dunes de sable caractéristiques.

## Articles associés
- Vasto
- Phare de Punta Penna